# Ceram-Nasenbeutler

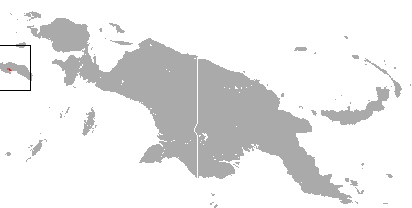
ehemalige Verbreitung des Ceram-Nasenbeutler

Der Ceram-Nasenbeutler (Rhynchomeles prattorum) ist eine Beuteltierart aus der Gruppe der Neuguinea-Nasenbeutler (Peroryctinae). Er ist auf der Insel Seram (früher Ceram), die zu den Molukken gehört, endemisch, fossile Überreste wurden aber auch auf Halmahera, einer anderen Molukkeninsel gefunden. Die Art ist stark bedroht oder möglicherweise schon ausgestorben.
Das Fell dieser Tiere ist schokoladenbraun gefärbt, lediglich Brust und Vordergliedmaßen können weißlich sein. Der schwarze Schwanz ist nahezu unbehaart. Auffallend sind die langgezogene Schnauze und die kleinen, ovalen Ohren. Bis auf das völlig stachellose Fell ähnelt die Art den Stachelnasenbeutlern. Ceram-Nasenbeutler erreichen eine Kopfrumpflänge von 25 bis 33 Zentimeter, der Schwanz wird 11 bis 13 Zentimeter lang.
Von der Art wurden bislang nur sieben Exemplare gefunden, alle im Jahr 1920 während einer Expedition von Felix Pratt und seiner Söhne, denen die Art auch ihr Artepithet verdankt. Die Funde wurden im dichten Regenwald in 1800 Metern Seehöhe gemacht, was Rückschlüsse auf den Lebensraum zulässt. Ansonsten ist über die Lebensweise dieses Tieres nichts bekannt.
Da seit 1920 keine Tiere gefunden wurden, gibt es auch keine Angaben über den Bedrohungsgrad. Einige Forscher gehen davon aus, dass die Art ausgestorben ist, eine Expedition im Jahr 1991 zur Suche nach Ceram-Nasenbeutlern verlief ergebnislos. Andere vertreten die Ansicht, dass sie durchaus noch in unberührten Gebieten vorkommen könnten, was sich mit Gesprächen mit Bewohnern der Insel Seram deckt, die die Tiere gesehen haben wollen. Genaue Angaben lassen sich derzeit nicht machen, die IUCN listet die Art unter „data deficient“ (Unzureichende Datenlage).